# Euplexia orophora
Euplexia orophora là một loài bướm đêm trong họ Noctuidae.